# Köçəsgər
Köçəsgər è un comune dell'Azerbaigian situato nel distretto di Ağstafa. Conta una popolazione di 5 223 abitanti.